# Dour
Dour (in piccardo Doû) è un comune belga di 16 882 abitanti, situato nella provincia Vallona dell'Hainaut.